# Torçó
Els torçons, retorçons o retortillons són contraccions intermitents de l'úter que provoquen molèsties. Apareixent unes hores després del part i s'intensifiquen al posar el nounat al pit, perquè la lactància estimula l'oxitocina i la contracció de l'úter cap a la seva mida original. Desapareixen en 48 hores.
Aquests termes també es poden referir a les contraccions, sovint molestes o doloroses, de l'intestí.